# Varja Kališnik
Varja Kališnik (rojena kot Varja Prinčič), slovenska pisateljica, duhovna učiteljica in publicistka, * 31. maj 1959, Ljubljana.
Vodi delavnice in piše na področju duhovnosti.
Sodelovala je na okrogli mizi o spolnosti v sodobnem času v Mestni hiši.
Odraščala je v Kopru, oče je delal v Luki Koper. Po izobrazbi je gimnazijska maturatka, saj ni dokončala študija prava. Je poročena mama dveh otrok.